# Palais du Congrès de la Nation argentine
Le Palacio del Congreso de la Nación Argentina ou palais du Congrès de la nation argentine est l'édifice où se déroulent les activités du pouvoir législatif, soit le siège du parlement bicaméral  de la République argentine (Chambre des députés et Sénat). Il est situé à Buenos Aires, dans le carré limité par les avenues Rivadavia et Hipólito Yrigoyen, Combate de Los Pozos, et Entre Ríos, dans le quartier de Balvanera. La superficie de ce carré dépasse 12 000 m2, ce qui en fait l'un des plus grands édifices parlementaires du monde.
Inauguré en 1906, doté d'une haute coupole de 80 m qui en faisait le plus haut édifice d'Argentine à l'époque de sa construction, il se présente comme un imposant palais de style néo-classique, et plus précisément de style Beaux-Arts, dans l'esprit de l'éclectisme gréco-romain, typique de l'académisme italien de son auteur Vittorio Meano.

## Histoire
Une loi de 1894 autorisait le gouvernement à construire le palais, investissant pour ce faire la somme de six millions de pesos de l'époque. Le 20 février 1895, le pouvoir exécutif décréta un appel à Concours International de projets afin de pouvoir choisir celui qui conviendrait le mieux et on fixa au 12 octobre 1895 la date pour la présentation de ceux-ci.
Vingt-huit projets furent présentés et le 8 janvier 1896 l'œuvre fut adjugée à l'italien Vittorio Meano. Le contrat fut approuvé le 31 juillet de l'année suivante, les travaux furent adjugés à l'entreprise en constructions Pablo Besana y Companía pour 5 776 745 pesos.
Les travaux débutèrent en août 1897, et le tout fut inauguré en 1906 par le Président de l'époque, José Figueroa Alcorta. Cependant la totalité des travaux ne fut achevée qu'en 1946, c’est-à-dire près de cinquante ans après leur planification.

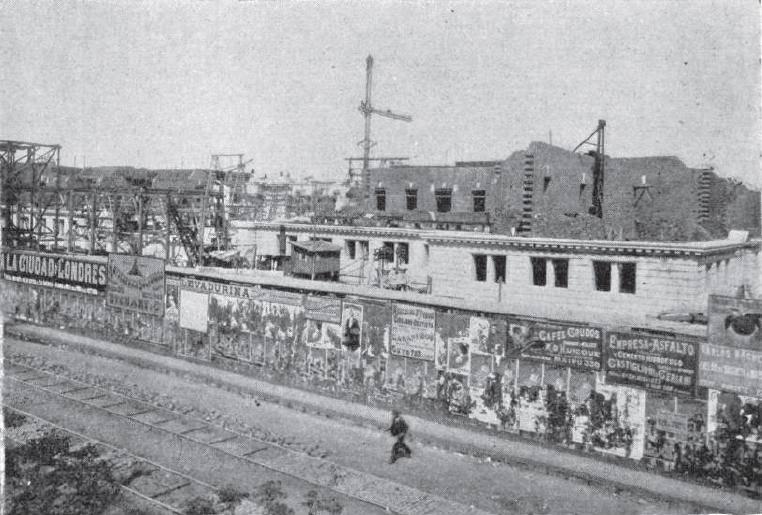
Le Congrès national en construction vers 1900 (revue Caras y Caretas n° 106, 13 octobre 1900)

Le budget prévu pour sa construction était donc initialement de presque 6 millions en 1897. La revue Caras y Caretas révèle dès 1900 que l’œuvre a déjà englouti la quasi-totalité de son devis initial, soit un peu plus de 4,5 millions de pesos, alors que seules les fondations sont sorties de terre. À ce moment, Meano s'est engagé par accord ministériel à achever l’œuvre pour 8,5 millions de pesos, cette somme ne comprenant pas les revêtements, statues, décors, ornements ni les aménagements intérieurs, ce qui montait le devis à un total de 11 millions de pesos. Finalement le budget s'élevait à plus de 31,4 millions de pesos en 1914. De ce fait, certains journalistes par ironie le baptisèrent le « palais d'or », allusion à la rapidité avec laquelle le chantier engouffrait les millions.
L'architecte Vittorio Meano fut assassiné le  1er juillet 1904, ce qui fit que la finalisation des travaux fut confiée à l'architecte belge Jules Dormal (es), qui respecta le projet originel.

## Architecture
L'œuvre est de style Beaux-Arts, et fait partie de ce qu'on appelle l'académisme  ou « académicisme » italien, une des caractéristiques de Víctor Meano.
L'édifice se distingue par son dôme, qui dépasse les 80 mètres de hauteur. La construction de ce dôme impliquait des travaux d'ingénierie considérables, étant donné qu'il fallait supporter quelque 30 000 tonnes de la superstructure de la coupole centrale. La calotte est une structure réticulée d'acier. Les quatre piliers sous le tambour, destinés à supporter un tel poids ont 300 m2 de section et sont faits de blocs de granit.
Les hauteurs des façades sont de 27,50 mètres au niveau de la rue Hipólito Yrigoyen et de 23,60 mètres au niveau des rues Entre Ríos, Rivadavia et Pozos. Les différents étages ou niveaux de l'édifice ont les caractéristiques suivantes :
| Niveau          | Hauteur (m) | Superficie couverte (m²) |
| --------------- | ----------- | ------------------------ |
| Sous-sol        | 4,50        | 4210                     |
| Rez-de-chaussée | 6,20        | 8200                     |
| Premier étage   | 6,60        | 7900                     |
| Second étage    | 6,00        | 7700                     |
| Troisième étage | 4,80        | 6800                     |
| Quatrième étage | 3,90        | 4400                     |

L'entrée principale, appelée Entrada de Honor (Entrée d'honneur), est située sur la rue Entre Ríos. L'entrée est précédée d'un atrium central, décoré de six colonnes de 
style corinthien qui supportent un fronton triangulaire, et la porte est entourée de deux cariatides de marbre. L'accès des députés est situé pour sa part sur l'Avenida Rivadavia tandis que celui des sénateurs se trouve dans l'Avenida H. Yrigoyen. Derrière le grillage de la façade située rue Pozos on trouve deux portes supplémentaires, de chaque côté du corps saillant en forme d'hémicycle de la façade. Ces portes sont forgées artistiquement et flanquées par des cariatides de bronze.
À l'inauguration du bâtiment, aux côtés de l'escalier de l'entrée principale se trouvaient deux groupes de sculptures de l'artiste Lola Mora, qui symbolisaient la Liberté, le Progrès, la Paix et la Justice, mais les sujets dénudés furent critiqués et les statues retirées en 1916. Actuellement s'y trouvent quatre lions ailés.
Le fronton triangulaire est orné d'une sculpture de pierre avec l'écusson de l'Argentine.
Derrière le fronton se trouve une plateforme ornementée, de largeur égale à ce fronton et de 15 mètres de côté. Sur celle-ci se trouve un quadrige, une œuvre de bronze de 8 mètres de hauteur et d'un poids de 20 tonnes, réalisée par le sculpteur Victor de Pol. Le char est tiré par 4 chevaux, symbolisant la République triomphante, et est conduit par la Victoire ailée.
Le dôme a une couverture de cuivre qui, au fil du temps et à cause de l'humidité, est devenue verdâtre (vert de gris). Il est allongé et se termine par une couronne décorée de figures chimériques, à 80 mètres de hauteur, d'où jaillit un paratonnerre.

## Métro
Le palais du Congrès est accessible par la ligne  du métro ou subte de la ville (station "Congreso").

## Galerie

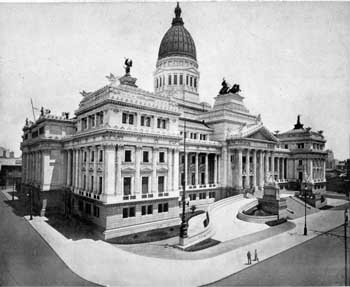
Le palais du Congrès en 1910
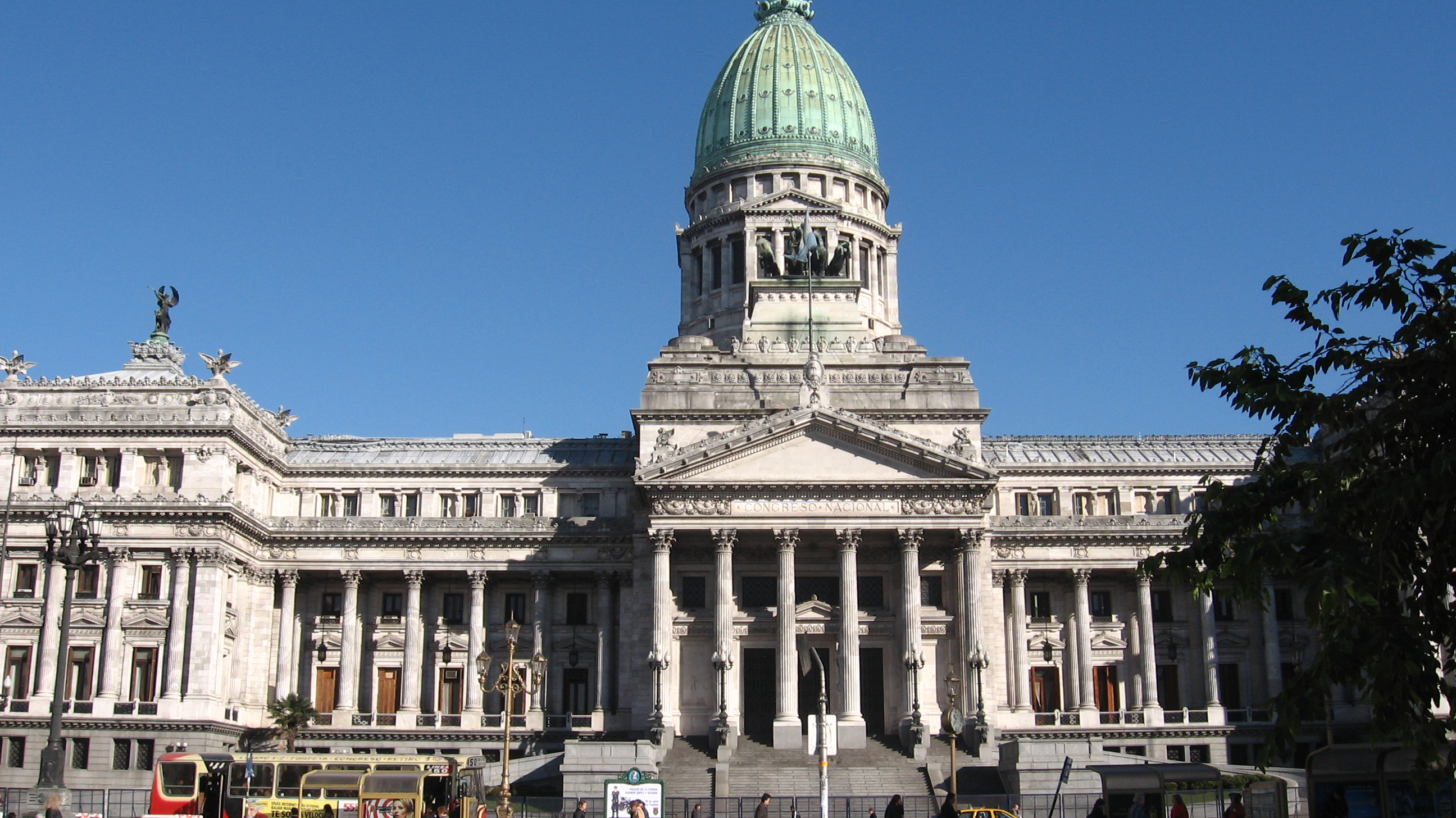
Palais du Congrès national
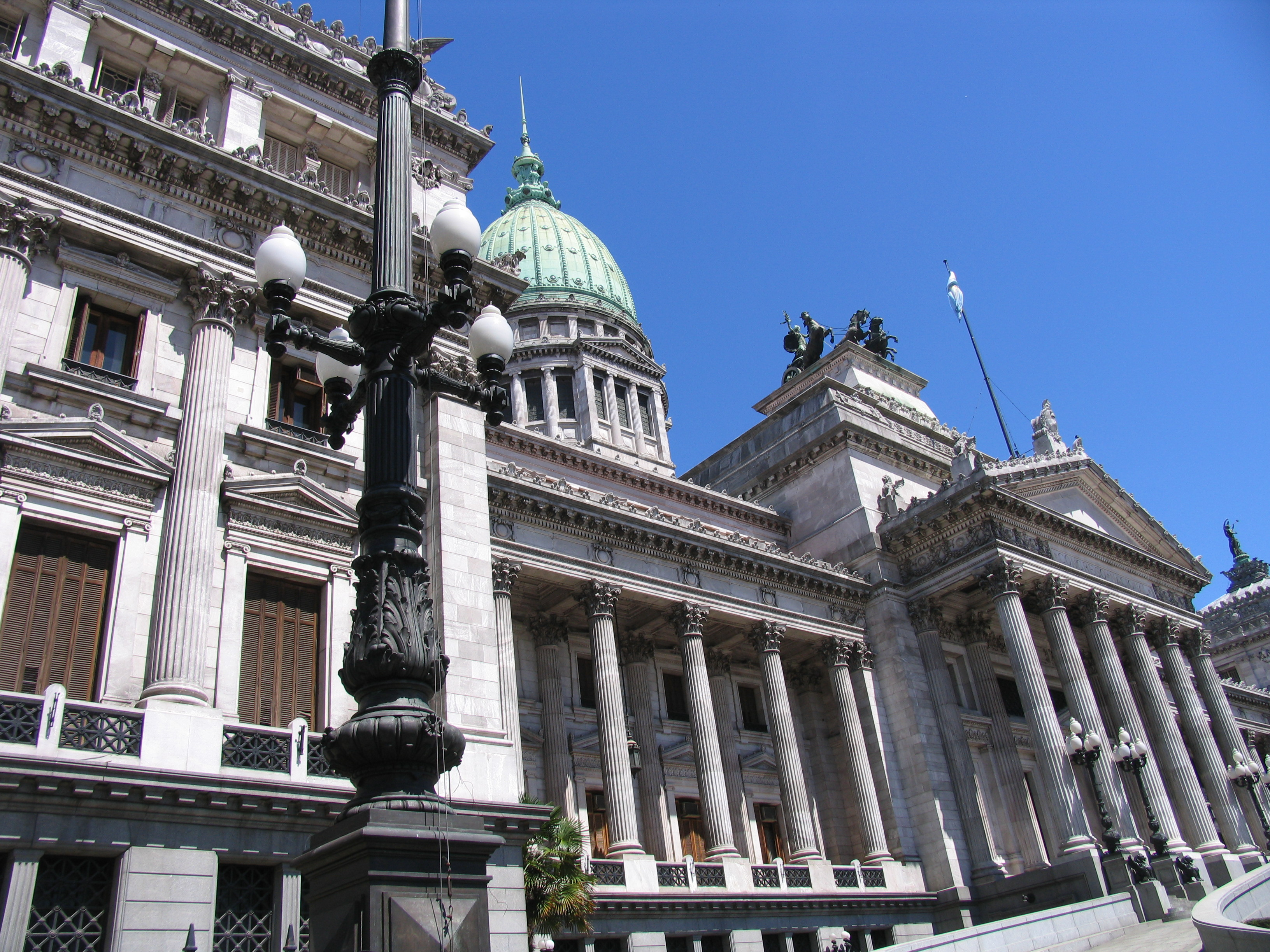
Le palais du Congrès en 2004
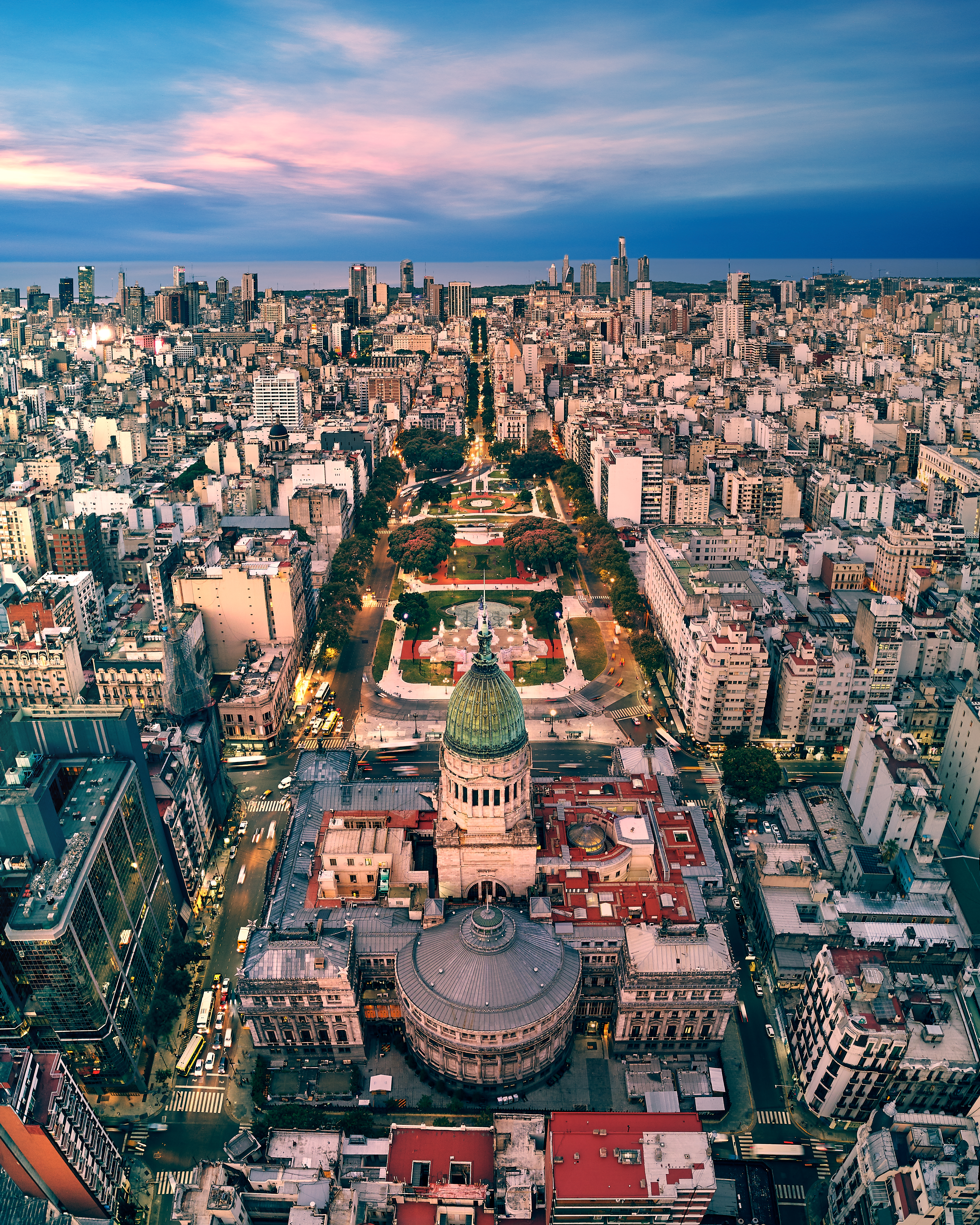
Vue aérienne du Palais et de la Place du Congrès
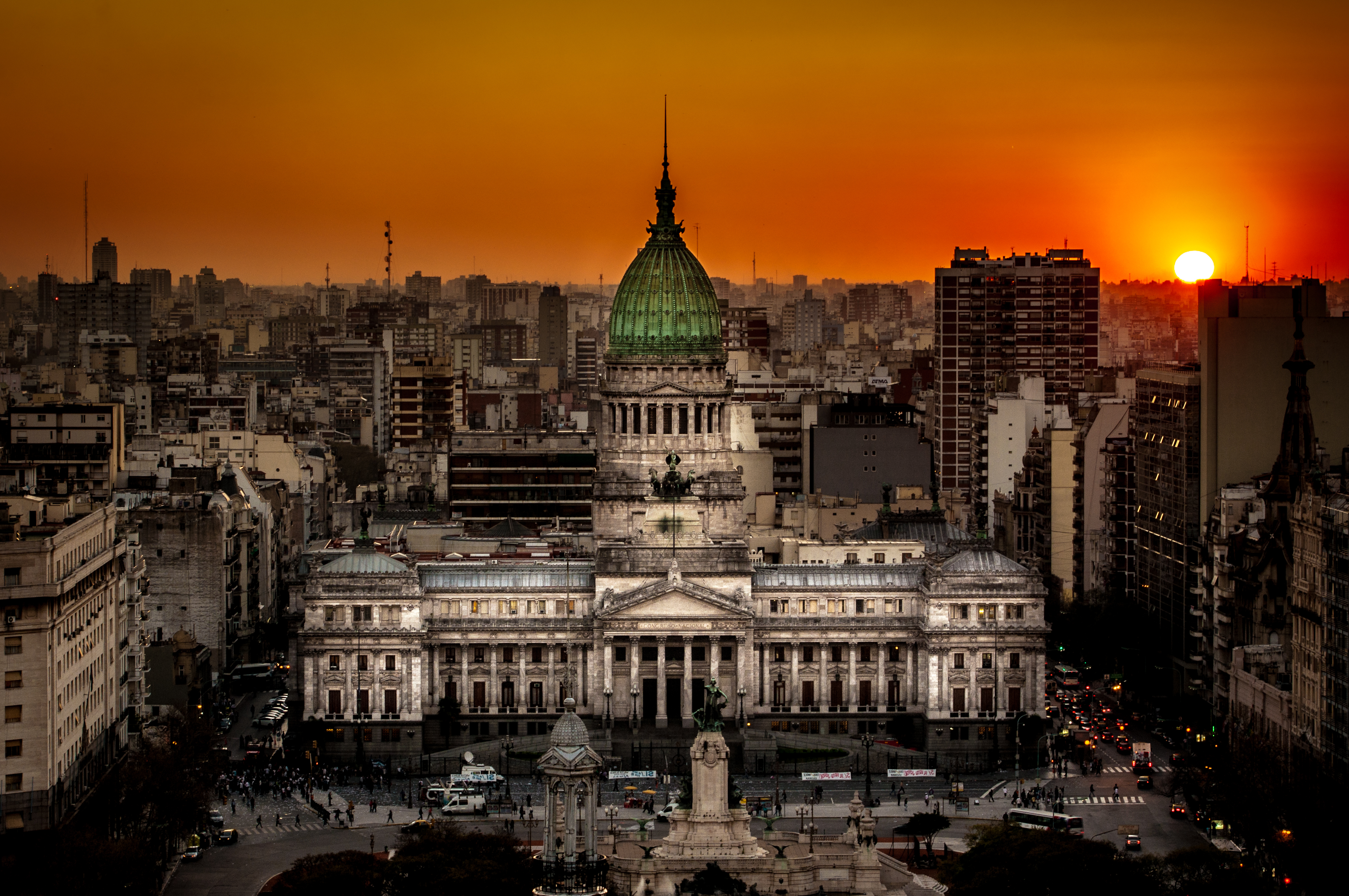